# Heat (manga)
Pour les articles homonymes, voir Heat.
Heat (HEAT -灼熱-) est un manga écrit par Buronson et dessiné par Ryōichi Ikegami. Il est assez similaire à leur précédente série, Sanctuary. Seuls douze tomes ont été publiés en français dans la collection Kabuto de l'éditeur SEEBD, avant la faillite de celui-ci.

## Synopsis
Tatsumi Karasawa est le propriétaire d'un club à Tokyo, et a bien l'intention de ne pas en rester là. Il donne du fil à retordre non seulement aux forces de l'ordre, mais également aux yakuzas, dont il arrive cependant à rallier un certain nombre à ses côtés.

## Distinction
En 2002, Heat a été récompensé par le prix Shōgakukan dans la catégorie générale.